# Mk 47 Striker
Der MK 47 Striker ist ein 40-mm-Maschinengranatwerfer mit einem integrierten Feuerleitsystem. Diese Waffe wird von General Dynamics produziert; das Feuerleitsystem wird von Raytheon geliefert.
Im Jahre 2004 begann die Produktion, nachdem General Dynamics mit der US-Regierung einen Vertrag über 16 Millionen Dollar abgeschlossen hatte. Diese Waffe soll den 40-mm-Maschinengranatwerfer Mk 19 ablösen.

## Konstruktion
Zusätzlich zu konventionellen Granaten kann der Granatwerfer MK 47 programmierte Schrapnell-Granaten abfeuern, die in der Luft nach einer festgelegten Distanz explodieren.
Das Feuerleitsystem besteht aus einem Bildschirm, der eine optische 3-fach-Vergrößerung bietet, einem Laserentfernungsmesser und einem Ballistikcomputer. Zusätzlich kann eine Wärmebildkamera installiert werden; das Bild wird in diesem Fall auf den Bildschirm umgeleitet. Das Feuerleitsystem ermöglicht eine sehr hohe Treffsicherheit.
Das Modell wird derzeit von der US Army benutzt und in Afghanistan und Syrien von den US-Special-Operations-Truppen eingesetzt.

## Technische Daten
- Kaliber: 40 mm
- Geschützgewicht: 18 kg
- Länge: 940 mm
- Länge (Lauf entfernt): 610 mm
- Breite: 255 mm
- Höhe: 205 mm
- Kadenz: 225–300 Schüsse/min
- Gesamtgewicht: 25 kg